# Косић
Косић (Косови Луг) је насеље у општини Даниловград у Црној Гори. Према попису из 2003. било је 461 становника (према попису из 1991. било је 299 становника).

## Познате личности
- Воја Брајовић
- Благоје Јововић
- Радомир Бајо Шарановић
- Зоран Калезић

## Демографија
У насељу Косић живи 325 пунолетних становника, а просечна старост становништва износи 36,5 година (35,9 код мушкараца и 37,1 код жена). У насељу има 134 домаћинства, а просечан број чланова по домаћинству је 3,44.
Становништво у овом насељу веома је хетерогено.
|  |

| Демографија | Демографија | Демографија |
| Година      | Становника  | Становника  |
| ----------- | ----------- | ----------- |
|             |             |             |
|             |             |             |
|             |             |             |
|             |             |             |
| 1948.       | 392         |             |
| 1953.       | 331         |             |
| 1961.       | 361         |             |
| 1971.       | 222         |             |
| 1981.       | 315         |             |
| 1991.       | 299         | 298         |
| 2003.       | 468         | 461         |
|             |             |             |

| Етнички састав према попису из 2003.‍ | Етнички састав према попису из 2003.‍ | Етнички састав према попису из 2003.‍ | Етнички састав према попису из 2003.‍ | Етнички састав према попису из 2003.‍ |
| ------------------------------------ | ------------------------------------ | ------------------------------------ | ------------------------------------ | ------------------------------------ |
|                                      |                                      |                                      |                                      |                                      |
| Црногорци                            | Црногорци                            |                                      | 286                                  | 62,03%                               |
| Срби                                 | Срби                                 |                                      | 149                                  | 32,32%                               |
| Хрвати                               | Хрвати                               |                                      | 3                                    | 0,65%                                |
| Југословени                          | Југословени                          |                                      | 2                                    | 0,43%                                |
| Македонци                            | Македонци                            |                                      | 1                                    | 0,21%                                |
| непознато                            | непознато                            |                                      | 0                                    | 0,0%                                 |

| Година пописа     | 1948. | 1953. | 1961. | 1971. | 1981. | 1991. | 2003. |
| ----------------- | ----- | ----- | ----- | ----- | ----- | ----- | ----- |
| Број домаћинстава | 86    | 86    | 97    | 63    | 88    | 88    | 134   |

| Број чланова      | 1   | 2  | 3  | 4  | 5  | 6  | 7  | 8 | 9 | 10 и више | Просек |
| ----------------- | --- | -- | -- | -- | -- | -- | -- | - | - | --------- | ------ |
| Број домаћинстава | 134 | 23 | 32 | 16 | 28 | 11 | 13 | 7 | 4 | 0         | 0      |

| Пол    | Укупно | Неожењен/Неудата | Ожењен/Удата | Удовац/Удовица | Разведен/Разведена | Непознато |
| ------ | ------ | ---------------- | ------------ | -------------- | ------------------ | --------- |
| Мушки  | 168    | 51               | 100          | 8              | 8                  | 1         |
| Женски | 176    | 40               | 96           | 34             | 5                  | 1         |
| УКУПНО | 344    | 91               | 196          | 42             | 13                 | 2         |

| Пол    | Укупно                    | Пољопривреда, лов и шумарство | Рибарство                            | Вађење руде и камена | Прерађивачка индустрија       |
| ------ | ------------------------- | ----------------------------- | ------------------------------------ | -------------------- | ----------------------------- |
| Мушки  | 62                        | 2                             | 0                                    | 0                    | 17                            |
| Женски | 29                        | 2                             | 0                                    | 0                    | 7                             |
| УКУПНО | 91                        | 4                             | 0                                    | 0                    | 24                            |
| Пол    | Производња и снабдевање   | Грађевинарство                | Трговина                             | Хотели и ресторани   | Саобраћај, складиштење и везе |
| Мушки  | 3                         | 1                             | 8                                    | 1                    | 9                             |
| Женски | 1                         | 0                             | 6                                    | 0                    | 0                             |
| УКУПНО | 4                         | 1                             | 14                                   | 1                    | 9                             |
| Пол    | Финансијско посредовање   | Некретнине                    | Државна управа и одбрана             | Образовање           | Здравствени и социјални рад   |
| Мушки  | 1                         | 1                             | 8                                    | 1                    | 2                             |
| Женски | 1                         | 0                             | 1                                    | 5                    | 3                             |
| УКУПНО | 2                         | 1                             | 9                                    | 6                    | 5                             |
| Пол    | Остале услужне активности | Приватна домаћинства          | Екстериторијалне организације и тела | Непознато            | Непознато                     |
| Мушки  | 2                         | 0                             | 0                                    | 6                    | 6                             |
| Женски | 3                         | 0                             | 0                                    | 0                    | 0                             |
| УКУПНО | 5                         | 0                             | 0                                    | 6                    | 6                             |